# کیتا ایسوزاکی
کیتا ایسوزاکی (ژاپنی: 磯崎 敬太؛ زادهٔ ۱۷ نوامبر ۱۹۸۰) یک بازیکن فوتبال اهل ژاپن است.
از باشگاه‌هایی که در آن بازی کرده‌است می‌توان به باشگاه فوتبال شونان بلمار، باشگاه فوتبال میتو هولیهوک، باشگاه فوتبال وگالتا سندای و باشگاه فوتبال ساگان توسو اشاره کرد.